# Derrick Luckassen
Derrick Luckassen, född 3 juli 1995 i Amsterdam, är en nederländsk fotbollsspelare som spelar för Maccabi Tel Aviv.

## Karriär
Den 29 augusti 2014 skrev Luckassen på sitt första A-lagskontrakt med AZ Alkmaar. Dagen efter debuterade han i Eredivisie i en 3–1-vinst över Dordrecht.
Den 10 juli 2017 värvades Luckassen av PSV Eindhoven, där han skrev på ett femårskontrakt. Den 28 augusti 2018 lånades Luckassen ut till Hertha Berlin på ett låneavtal över säsongen 2018/2019. Den 31 augusti 2019 lånades han ut till Anderlecht på ett låneavtal över säsongen 2019/2020. I juli 2020 förlängdes låneavtal över ytterligare en säsong. I januari 2021 lånades Luckassen istället ut till turkiska Kasımpaşa på ett låneavtal över resten av säsongen. Den 5 september 2021 lånades Luckassen ut till turkiska Fatih Karagümrük på ett låneavtal över säsongen 2021/2022.
Den 4 september 2022 värvades Luckassen av Maccabi Tel Aviv, där han skrev på ett tvåårskontrakt.